# جمشید فرحی
جمشید فرحی دستیار فیلمبردار فیلم‌هایی چون «رگبار» بهرام بیضایی و «گوزن‌ها» مسعود کیمیایی بود.برادر زاده وی سعید بجنوردی است که از صدابرداران بنام‌ سینما محسوب میشود

## زندگی‌نامه
فرحی کار در سینما را از اوایل دهه ۱۳۴۰ آغاز کرد و تا بیش از یک دهه بعد در تعدادی از فیلم‌های مطرح سینمای ایران شامل «رگبار» بهرام بیضایی، «نفرین» ناصر تقوایی، «تنگسیر» امیر نادری، «شازده احتجاب» بهمن فرمان آرا و «گوزن‌ها» مسعود کیمیایی به عنوان دستیار فیلمبردار همکاری داشت. وی روز شنبه اول فروردین ۱۳۸۸ بر اثر سکته مغزی درگذشت پیکرش در قطعه هنرمندان بهشت زهرا به خاک سپرده شد.